# Xanrey
Xanrey est une commune française située dans le Saulnois, au sud du département de la Moselle en région Grand Est.

## Géographie
C'est une commune essentiellement agricole (élevage bovin, production laitière et céréales). À la limite nord de la commune se trouve un affluent de la Seille, le Nard.

### Communes limitrophes
| Moyenvic                                | Marsal | Lezey             |
| Juvrecourt Meurthe-et-Moselle           | Xanrey |                   |
| Réchicourt-la-Petite Meurthe-et-Moselle |        | Bezange-la-Petite |

### Hydrographie
La commune est située dans le bassin versant du Rhin au sein du bassin Rhin-Meuse. Elle est drainée par le canal de flottage des Salines, le ruisseau du Breuil et le ruisseau du Saussis.
Le canal de flottage des Salines, d'une longueur totale de 15,8 km, prend sa source dans la commune de Bourdonnay et se jette  dans la Seille en limite de Marsal et de Moyenvic, après avoir traversé huit communes.

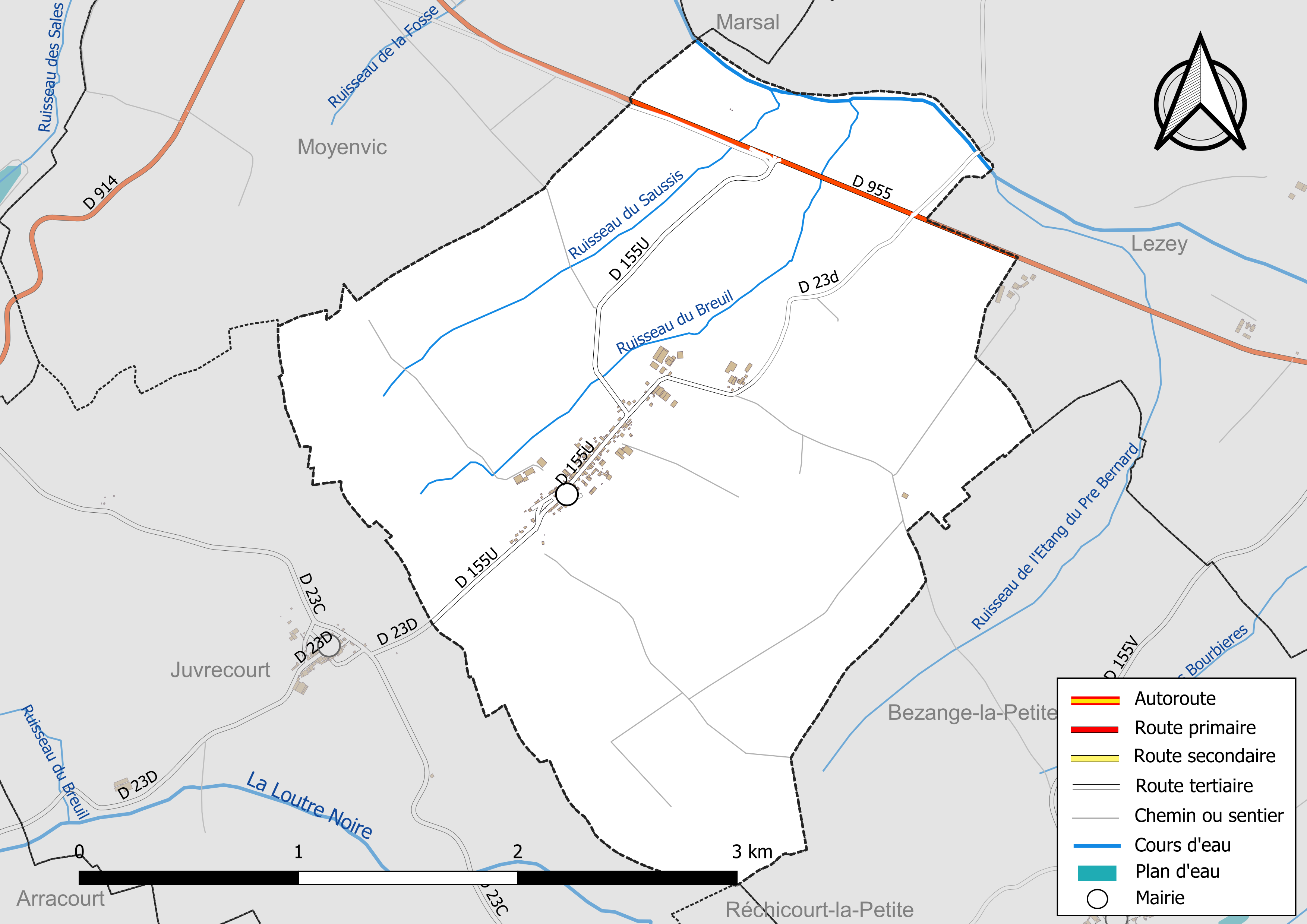
Réseaux hydrographique et routier de Xanrey.

La qualité des eaux des principaux cours d’eau de la commune, notamment du canal de Flottage des Salines, peut être consultée sur un site spécial géré par les agences de l’eau et l’Agence française pour la biodiversité.

### Climat
Pour des articles plus généraux, voir Climat du Grand Est et Climat de la Moselle.
En 2010, le climat de la commune est de type climat des marges montargnardes, selon une étude du Centre national de la recherche scientifique s'appuyant sur une série de données couvrant la période 1971-2000. En 2020, Météo-France publie une typologie des climats de la France métropolitaine dans laquelle la commune est exposée à un climat semi-continental et est dans la région climatique  Lorraine, plateau de Langres, Morvan, caractérisée par un hiver rude (1,5 °C), des vents modérés et des brouillards fréquents en automne et hiver. 
Pour la période 1971-2000, la température annuelle moyenne est de 9,8 °C, avec une amplitude thermique annuelle de 17,2 °C. Le cumul annuel moyen de précipitations est de 784 mm, avec 11,6 jours de précipitations en janvier et 9,2 jours en juillet. Pour la période 1991-2020, la température moyenne annuelle observée sur la station météorologique de Météo-France la plus proche, « Rodalbe », sur la commune de Rodalbe à 20 km à vol d'oiseau, est de 10,6 °C et le cumul annuel moyen de précipitations est de 737,2 mm. 
La température maximale relevée sur cette station est de 38,7 °C, atteinte le 24 juillet 2019 ; la température minimale est de −18,1 °C, atteinte le 26 décembre 2010,,. 
Les paramètres climatiques de la commune ont été estimés pour le milieu du siècle (2041-2070) selon différents scénarios d'émission de gaz à effet de serre à partir des nouvelles projections climatiques de référence DRIAS-2020. Ils sont consultables sur un site spécial publié par Météo-France en novembre 2022.

## Urbanisme

### Typologie
Au 1er janvier 2024, Xanrey est catégorisée commune rurale à habitat dispersé, selon la nouvelle grille communale de densité à sept niveaux définie par l'Insee en 2022.
Elle est située hors unité urbaine et hors attraction des villes,.

### Occupation des sols
L'occupation des sols de la commune, telle qu'elle ressort de la base de données européenne d’occupation biophysique des sols Corine Land Cover (CLC), est marquée par l'importance des territoires agricoles (96,7 % en 2018), une proportion identique à celle de 1990 (96,7 %). La répartition détaillée en 2018 est la suivante : 
terres arables (59,8 %), zones agricoles hétérogènes (22,1 %), prairies (14,7 %), zones urbanisées (3,3 %). L'évolution de l’occupation des sols de la commune et de ses infrastructures peut être observée sur les différentes représentations cartographiques du territoire : la carte de Cassini (XVIIIe siècle), la carte d'état-major (1820-1866) et les cartes ou photos aériennes de l'IGN pour la période actuelle (1950 à aujourd'hui).

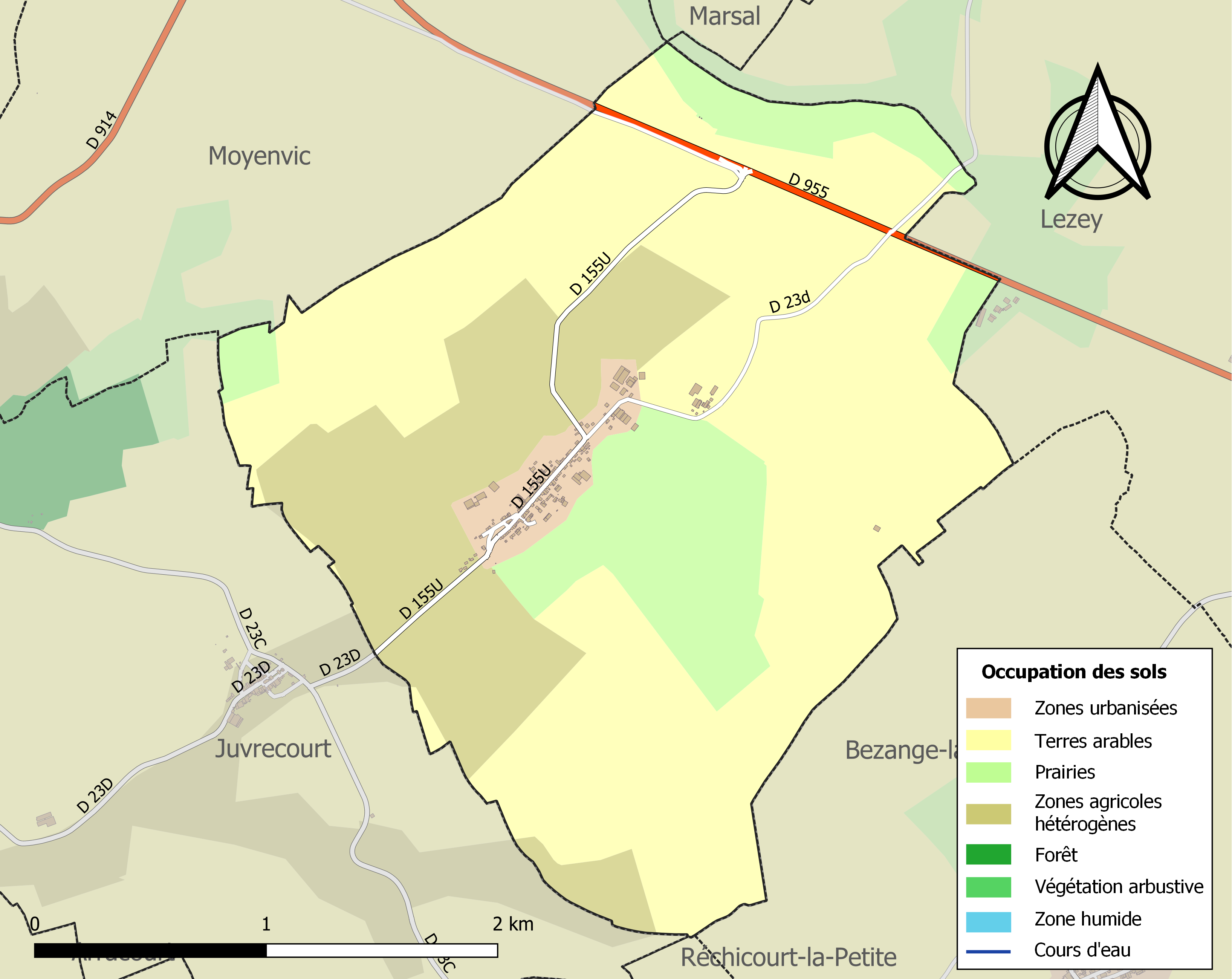
Carte des infrastructures et de l'occupation des sols de la commune en 2018 (CLC).

## Toponymie
La toponymie du lieu viendrait d'un nom de personne gaulois Senurius auquel on avait adjoint le suffixe -acum. Conformément à l'usage en Lorraine romane, Xanrey s'est longtemps prononcé [ ʃɑ̃ʁe], on trouvait donc les orthographes Chanrey, Chanré ou Shanré. Aujourd'hui on prononce plutôt [ksɑ̃ʁɛ], mais les visiteurs disent souvent [ɡzɑ̃ʁe].
Le toponyme a évolué pendant les deux guerres mondiales :
- 1915-1918 : Schenris ;
- 1940-1944 : Serrich.

## Histoire
Les restes d'un cimetière mérovingien ont été trouvés sur la colline entre Juvrecourt et Xanrey.

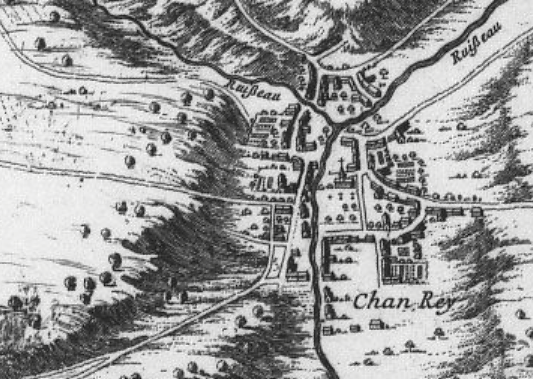
Xanrey en 1662.

Sa fondation remonterait à l'année 521. Il fut cédé au Xe siècle par un seigneur à l'église Saint-Sauveur de Metz, cette donation fut confirmée en 1050.
En 1255, première mention que Xanrey, alors annexe de la paroisse de Moyenvic, dépend de la principauté épiscopale de Metz pour le temporel et de Toul pour le spirituel. Sous l'Ancien Régime il sera donc une généralité et une coutume de l'évêché messin, dépendant du bailliage de Vic.
En 1790, Xanrey faisait partie du canton d'Arracourt, il sera ensuite incorporé à celui de Vic-sur-Seille avec le reste de ce canton. C'était alors une commune du département de la Meurthe.
C'était autrefois un vicariat-résident, mais en 1822 la commune était une annexe de la paroisse de Juvrecourt. Elle regroupait alors 392 habitants, représentant 92 foyers et 64 habitations. Sa surface 749 hectares était consacré pour  667 ha aux labours, 70 aux prés et 7 aux vignes.
En 1871, le village est annexé au district de Lorraine et prend le nom allemand de Schenris en 1915. Le village est rebaptisé Xanrey à la fin de la Première Guerre mondiale. Il est alors intégré, comme le reste de l'arrondissement de Château-Salins, au département de la Moselle.

### Seconde Guerre mondiale
Situé à la limite entre les départements de Moselle et de Meurthe-et-Moselle, le village devient un point stratégique pendant la Seconde Guerre mondiale. Il est en effet un poste frontière entre l'Alsace-Moselle annexée et la France occupée. L'armée allemande expulse alors les habitants, dans le cadre de la politique de germanisation de la Moselle de Josef Bürckel. Si quelques-uns trouvent refuge dans le village voisin de Juvrecourt, la plupart seront accueillis dans la région toulousaine puis, pour certains d'entre-eux, à Voussac, un village de l'Allier.
En 1944, Xanrey est le théâtre de nombreux combats lors de la bataille d'Arracourt. Le 27 septembre, une contre-offensive allemande est stoppée à Xanrey et 135 grenadiers du 110e régiment de Panzer Grenadier  y trouvent la mort après l'intervention des tanks américains. Ensuite, la 4th Armored Division y maintient une ligne défensive du 27 septembre au 11 octobre. Le 8 novembre, le premier bataillon du 101e d'infanterie, commandé par le lieutenant colonel L. M. Kirk réalisera une attaque de diversion sur Xanrey lors de la libération de Moyenvic. Toutes les habitations sont rasées et seule l'église, dont le clocher est tombé sur la route, possède encore quelques murs qui pourront être conservés. Avec 99 % des constructions assujetties à la taxe foncière détruites, Xanrey était la commune la plus touchée du canton de Vic-sur-Seille. Après la guerre, les habitants vivront plusieurs années dans des baraquements en bois avant que leurs maisons ne soient reconstruites.

## Politique et administration
| Période                                  | Période   | Identité        | Étiquette | Qualité      |
| ---------------------------------------- | --------- | --------------- | --------- | ------------ |
|                                          |           | Pierre Vergance |           | Agriculteur  |
|                                          | 1989      | Jean Rémillon   |           | Agriculteur  |
| 1989                                     | mars 2008 | Bernard Gaillot |           | Agriculteur  |
| mars 2008                                | mai 2020  | Bernard Pligot  |           | Inséminateur |
| mai 2020                                 | En cours  | Carole Remillon |           |              |
| Les données manquantes sont à compléter. |           |                 |           |              |

Xanrey est jumelé avec la commune de Voussac (Allier).

## Démographie
L'évolution du nombre d'habitants est connue à travers les recensements de la population effectués dans la commune depuis 1793. Pour les communes de moins de 10 000 habitants, une enquête de recensement portant sur toute la population est réalisée tous les cinq ans, les populations de référence des années intermédiaires étant quant à elles estimées par interpolation ou extrapolation. Pour la commune, le premier recensement exhaustif entrant dans le cadre du nouveau dispositif a été réalisé en 2005.

En 2022, la commune comptait 110 habitants, en évolution de −5,98 % par rapport à 2016 (Moselle : +0,52 %, France hors Mayotte : +2,11 %).
| 1793 | 1800 | 1806 | 1821 | 1831 | 1836 | 1841 | 1846 | 1851 |
| ---- | ---- | ---- | ---- | ---- | ---- | ---- | ---- | ---- |
| 262  | 330  | 360  | 372  | 397  | 431  | 421  | 400  | 409  |

| 1856 | 1861 | 1871 | 1875 | 1880 | 1885 | 1890 | 1895 | 1900 |
| ---- | ---- | ---- | ---- | ---- | ---- | ---- | ---- | ---- |
| 377  | 387  | 327  | 323  | 315  | 301  | 297  | 294  | 257  |

| 1905 | 1910 | 1921 | 1926 | 1931 | 1936 | 1946 | 1954 | 1962 |
| ---- | ---- | ---- | ---- | ---- | ---- | ---- | ---- | ---- |
| 247  | 250  | 214  | 194  | 184  | 181  | 106  | 159  | 145  |

| 1968 | 1975 | 1982 | 1990 | 1999 | 2005 | 2006 | 2010 | 2015 |
| ---- | ---- | ---- | ---- | ---- | ---- | ---- | ---- | ---- |
| 143  | 127  | 117  | 114  | 126  | 107  | 108  | 116  | 117  |

| 2020 | 2022 | - | - | - | - | - | - | - |
| ---- | ---- | - | - | - | - | - | - | - |
| 109  | 110  | - | - | - | - | - | - | - |

## Culture locale et patrimoine

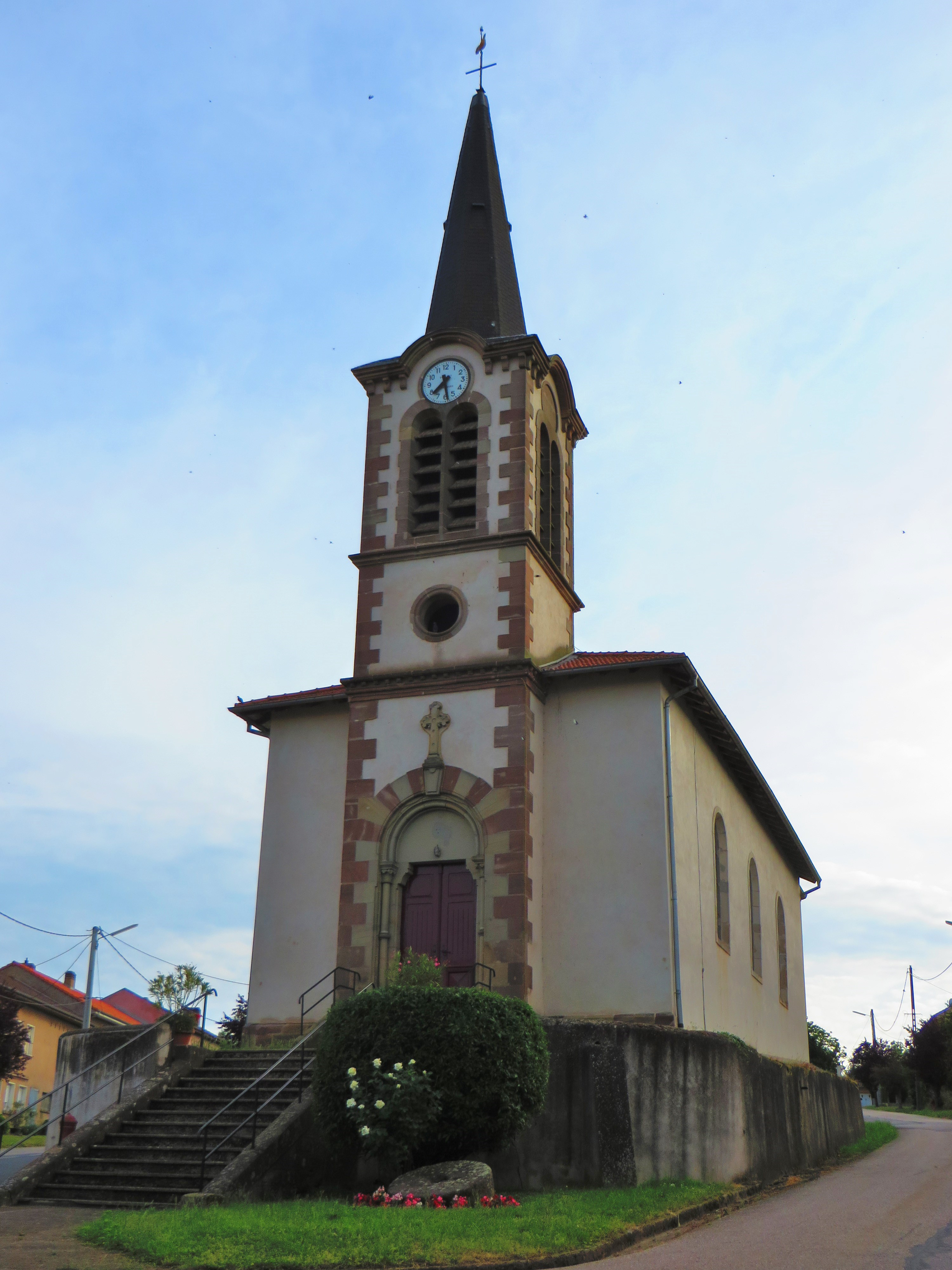
L'église Notre-Dame.

### Lieux et monuments
- Organisation du parcellaire en village-rue.
- Église Notre-Dame construite en 1732.

En 2010, la commune de Xanrey est encore une des rares communes du Saulnois à avoir un centre d'intervention communal de sapeurs-pompiers ; celui-ci réalise en moyenne 15 interventions par an. La plupart sont des nids de guêpes mais de plus en plus deviennent des secours à personnes depuis que le centre est équipé d'un défibrillateur et d'un sac de premier secours.

### Héraldique
| Blason de Xanrey | Blason  | De gueules à l'agneau pascal d'argent, à la bordure engrêlée d'or. |
| Blason de Xanrey | Détails | Le statut officiel du blason reste à déterminer.                   |